# Dieceza de Passau
Dieceza de Passau (în latină Dioecesis Passaviensis) este una din cele douăzecișișapte de episcopii ale Bisericii Romano-Catolice din Germania, cu sediul în orașul Passau. Dieceza de Passau se află în provincia mitropolitană a Arhidiecezei de München și Freising.

## Istoric
Episcopia a fost întemeiată în anul 737 de către Sfântul Bonifaciu, primul episcop fiind un anume Vivilo sau Vivolus. La scurt timp a devenit sufragană a Arhiepiscopiei de Salzburg. Zona de jurisdicție a diecezei cuprindea sud-estul Bavariei și nord-vestul Austriei. Pe teritoriul ei existau numeroase mănăstiri benedictine, precum Niederaltaich, Niedernburg, Mattsee și Kremsmünster.
Orașul Passau, catedrala și dieceza în sine au fost afectate de incursiunile maghiare din secolul al IX-lea. Primii misionari occidentali ce au adus creștinismul printre păgânii maghiari au provenit din această dieceză. Episcopul Adalbert (946-971) a depus eforturi considerabile pentru a include viitorul stat maghiar în sfera de influență a diecezei sale, dar nu a reușit să-și ducă planul la bun sfârșit. Succesorul său, Pilgrim (971-991), a contribuit la introducerea creștinismului printre maghiarii din Panonia și a întreprins numeroase demersuri pentru a scoate episcopia de sub autoritatea a Arhidiecezei de Salzburg, fără succes însă. De-abia în 1722 Dieceza de Passau a fost scoasă de sub jurisdicția arhiepiscopului de Salzburg și declarată exemptă.
În timpul Reformei Protestante din secolul al XVI-lea episcopul Wolfgang von Salm⁠(de)[traduceți] a adoptat o atitudine conciliantă față de protestanți, fapt care a facilitat încheierea Păcii de la Passau din 1552, precursoarea Păcii Religioase de la Augsburg, prin care protestanții au obținut dreptul de libertate religioasă. 
În anul 1818 Dieceza de Passau a devenit sufragană a Arhidiecezei de München și Freising.

## Mănăstiri
Pe teritoriul Diecezei de Passau se află Mănăstirea Niederaltaich, cu două obști călugărești (una de rit latin și una de rit bizantin).